# Tehuantepeci-földszoros
A Tehuantepeci-földszoros Mexikóban található földszoros, amely a Mexikói-öböl és a Csendes-óceán között a legrövidebb távolságot alkotja. Természetföldrajzi jelentőségét az adja, hogy az Észak-Amerikát Dél-Amerikával összekötő Közép-Amerika szárazföldi földhídjának északi vége, mely a Tehuantepeci-öböl és a Campechei-öböl között helyezkedik el. A Panama-csatorna megnyitása előtt a legfontosabb út volt a Csendes-óceán felé.
Nevét Santo Domingo Tehuantepec városáról kapta Oaxaca államban. A név a nahua tecuani tepec szóból ered, melynek jelentése jaguár domb.